# USS Stanly (DD-478)
USS Stanly (DD-478) là một tàu khu trục lớp Fletcher được Hải quân Hoa Kỳ chế tạo trong Chiến tranh Thế giới thứ hai. Nó là chiếc tàu chiến duy nhất của Hải quân Mỹ được đặt theo tên Chuẩn đô đốc Fabius Stanly (1815-1882), người tham gia các cuộc Chiến tranh Mexico-Hoa Kỳ và cuộc Nội chiến Hoa Kỳ. Nó hoạt động cho đến hết Thế Chiến II, xuất biên chế năm 1946 và bị bán để tháo dỡ năm 1972. Do thành tích chiến đấu trong Thế Chiến II, nó được tặng thưởng chín Ngôi sao Chiến trận và cùng đồng đội chia sẻ danh hiệu Đơn vị Tuyên dương Tổng thống.

## Thiết kế và chế tạo
Pringle được đặt lườn tại Xưởng hải quân Charleston vào ngày 15 tháng 9 năm 1941. Nó được hạ thủy vào ngày 2 tháng 5 năm 1942; được đỡ đầu bởi bà Elizabeth Stanley Boss; và nhập biên chế vào ngày 15 tháng 10 năm 1942 dưới quyền chỉ huy của Hạm trưởng, Thiếu tá Hải quân James M. Robinson.

## Lịch sử hoạt động

### 1943
Stanly tiếp tục ở lại Xưởng hải quân Charleston để trang bị và thử máy tại xưởng tàu cho đến ngày 30 tháng 12 năm 1942. Trong thời gian này, máy phóng thủy phi cơ của nó được tháo dỡ lấy chỗ cho tháp pháo 5 inch bổ sung. Vào ngày 30 tháng 12, nó băng qua Fort Sumter trong chuyến đi chạy thử máy huấn luyện đến bờ biển Cuba. Nó quay trở về Charleston vào ngày 7 tháng 1 năm 1943, tiếp tục hoạt động tại vùng bờ Đông và vịnh Guantánamo, Cuba cho đến ngày 28 tháng 2, khi nó vòng qua mũi Charles hướng đến vịnh Delaware, nơi nó gia nhập cùng tàu tuần dương hạng nhẹ USS Santa Fe để cùng nó khởi hành đi Panama.
Hai chiếc tàu chiến băng qua kênh đào Panama vào ngày 5 tháng 3, được tiếp nhiên liệu tại Balboa vào ngày hôm sau, rồi lên đường đi Xưởng hải quân Long Beach. Chúng ở lại cảng San Pedro từ ngày 12 đến ngày 16 tháng 3, rồi lên đường đi sang vùng biển Hawaii. Sau khi tiến vào Trân Châu Cảng vào ngày 22 tháng 3, Stanly hoạt động từ căn cứ này cho đến tháng 5, săn lùng tàu ngầm đối phương, thực tập và hộ tống các đoàn tàu vận tải trong chặng cuối cùng đi đến Oahu. Cuối cùng vào ngày 14 tháng 5, nó rời Trân Châu Cảng hộ tống một đoàn tàu hướng sang phía Tây. Mười hai ngày sau, đoàn tàu tiến vào cảng Nouméa, New Caledonia.
Trong ba tháng tiếp theo sau, Stanly hoạt động tại khu vực phụ cận Nouméa, hộ tống các đoàn tàu vận tải và bảo vệ cho các thiết giáp hạm và tàu sân bay. Nó thực hiện các chuyến đi xa về phía Tây đến tận bờ biển Australia, và về phía Bắc và phía Đông đến New Hebrides và đảo Wallis. Sau khi quay trở về Nouméa vào ngày 7 tháng 8, nó được lệnh đi đến Espiritu Santo cùng một đoàn tàu vận tải. Đi vào eo biển Segond vào ngày 11 tháng 8, nó trải qua một đợt bảo trì kéo dài 13 ngày trước khi khởi hành đi đảo Fila cũng thuộc quần đảo New Hebrides, được tháp tùng bởi các tàu khu trục Charles Ausburne (DD-570), Claxton (DD-571) và Dyson (DD-572). Lực lượng đi đến đảo Fila vào ngày 24 tháng 8, để rồi lại lên đường ngay ngày hôm sau hướng đến quần đảo Solomon.
Vào ngày 27 tháng 8, Stanly và ba tàu khu trục khác có mặt ngoài khơi Guadalcanal, để tuần tra khu vựcc eo đậu trong eo biển Lengo. Khu vực Solomon-Bismarck trở thành địa điểm hoạt động của nó cho đến cuối tháng 2 năm 1944. Vào ngày 28 tháng 8, nó ghé qua Tulagi; rồi tuần tra lối ra vào vịnh Kula giữa Kolombangara và New Georgia trước khi quay trở lại đảo Florida vào ngày hôm sau. Trong tuần lễ đầu tiên của tháng 9, nó di chuyển giữa Port Purvis và Tulagi; rồi vào ngày 8 tháng 9 đã hộ tống một đoàn tàu vận tải rời vịnh Purvis, tách khỏi đoàn tàu vào ngày 10 tháng 9 để hướng đến New Caledonia. Sau khi đi đến Nouméa vào ngày 13 tháng 9, nó được sửa chữa nồi hơi, tiếp tế đạn dược, ngư lôi, tiếp nhiên liệu trước khi lên đường vào ngày 29 tháng 9.
Stanly hộ tống một đoàn tàu vận tải khác đi New Caledonia từ đến Guadalcanal trong tháng 10, đưa chúng đến ngoài khơi Lunga Point vào ngày 5 tháng 10. Sau một chặng dừng tại Espiritu Santo vào ngày 8 tháng 10, nó quay trở lại Port Purvis để tiếp nhiên liệu và đón một đoàn tàu vận tải khác. Trong thời gian còn lại của tháng 10, nó tiếp tục hộ tống các đoàn tàu vận tải từ đảo Florida đi đến nhiều đảo trong khu vực Solomon. Vào ngày 31 tháng 10, nó rời Port Purvis để gia nhập Lực lượng Đặc nhiệm 39, và đã chống trả các cuộc tấn công bằng xuồng phóng lôi của Nhật Bản trong khi lực lượng bắn phá đảo Buka trong đêm và ngày hôm sau; phía Nhật Bản mất ít nhất ba xuồng phóng lôi trong hoạt động này. Đêm đó, nó tham gia cùng lực lượng để bắn phá quần đảo Shortland ngoài khơi mũi cực Nam của Bougainville, để hỗ trợ cho cuộc đổ bộ lên vịnh Nữ hoàng Augusta xa hơn về phía Bắc.
Cuối ngày 1 tháng 11, Lực lượng Đặc nhiệm 39 phát hiện một lực lượng tàu nổi đối phương, nhưng không thể giao chiến cho đến sáng ngày hôm sau, khi họ tiến đến để bắn phá khu vực đổ bộ tại vịnh Nữ hoàng Augusta. Đối phương bị phát hiện trên màn hình radar lúc 02 giờ 30 phút sáng ngày 2 tháng 11, và Stanly cùng ba tàu khu trục khác mở đầu trận đánh khi tấn công bằng ngư lôi. Cho dù các tàu tuần dương thuộc Lực lượng Đặc nhiệm 39 dưới quyền Chuẩn đô đốc Aaron S. Merrill có công lớn trong trận chiến tiếp theo, Hải đội Khu trục 23 do Đại tá Hải quân Arleigh Burke chỉ huy, trong đó có Stanly, đã góp công kết liễu tàu khu trục Hatsukaze đồng thời dội hải pháo 5 inch xuống đối phương. Trận chiến vịnh Nữ hoàng Augusta khép lại với tổn thất về phía Nhật, ngoài Hatsukaze còn có tàu tuần dương Sendai bị đánh chìm; nhưng quan trọng hơn, đô đốc Sentaro Omori phải rút lui về phía Bắc, không thể hoàn thành nhiệm vụ đổ bộ lực lượng tăng viện Nhật Bản lên mũi Torokina. Đến lúc bình minh, các tàu chiến Hoa Kỳ đi đến điểm gặp gỡ các tàu vận tải, và trên đường đi họ đã đánh trả một cuộc không kích của đến 100 máy bay đối phương xuất phát từ Rabaul, và sang ngày hôm sau đã về đến cảng Tulagi.
Trong suốt tháng 11 và tháng 12, Stanly hoạt động tại khu vực giữa các quần đảo New Hebride và Solomon, và dọc theo nhiều đảo thuộc nhóm đảo này. Vào ngày 16 tháng 11, nó tham gia cùng tàu khu trục Converse (DD-509) tấn công một tàu ngầm Nhật Bản, và có thể đã đánh chìm đối thủ. Nhiều lần con tàu phải chịu đựng các cuộc không kích, và vào đêm 24 tháng 12, nó bắn phá đảo Massungon trước khi đi vào cảng Purvis hai ngày sau đó để tiếp liệu. Nó lên đường đi Espiritu Santo tám ngày sau đó để bảo trì và thực tập.

### 1944
Stanly hoàn tất việc thực tập vào ngày 29 tháng 1 năm 1944 và đi vào cảng Purvis. Nó lên đường vào ngày hôm sau để tuần tra chung quanh đảo Buka, vịnh Choiseul, Bougainville và đảo Green; và bắn phá bờ biển phía Tây Bougainville, bờ biển phía Đông Buka và bờ biển phía Đông Bougainville trước khi rút lui về đảo Florida. Chiếc tàu khu trục đi vào cảng Purvis vào ngày 11 tháng 2, để rồi lại lên đường vào ngày 13 tháng 2, trước tiên giả vờ đi về hướng Espiritu Santo, rồi dưới sự che chở của bóng đêm đã chuyển hướng lên phía Bắc nhắm đến đảo Green, nơi nó hỗ trợ cho cuộc đổ bộ diễn ra vào các ngày 14 và 15 tháng 2.
Vào ngày 22 tháng 2, Stanly đang di chuyển tại khu vực Kavieng-New Hanover thuộc "Hàng rào Bismarcks" khi nó đánh chìm một tàu kéo đối phương và trợ giúp vào việc đánh chìm một tàu rải mìn lớp Nasami. Sang tháng sau, nó tiếp tục hoạt động cùng Lực lượng Đặc nhiệm 39, càn quét tàu bè đối phương trên tuyến đường biển Kavieng-Rabaul và bắn phá nhiều vị trí đối phương tại khu vực Bismarcks. Con tàu thỉnh thoảng cũng hộ tống các đoàn tàu vận tải tiếp liệu đến nhiều đảo khác nhau tại nhóm quần đảo Solomon.
Khi trọng tâm hoạt động chuyển từ khu vực Nam sang khu vực Trung tâm Thái Bình Dương vào đầu năm 1944, nhu cầu về tàu khu trục tại đây cũng tăng cao. Vào ngày 24 tháng 3, Stanly rời vịnh Purvis, và vào ngày 30 tháng 3 đã hoạt động trong thành phần hộ tống cho Lực lượng Đặc nhiệm 58, lực lượng tàu sân bay nhanh dưới quyền Phó đô đốc Marc A. Mitscher, khi chúng tung ra cuộc không kích xuống quần đảo Palau. Sang ngày hôm sau, nó di chuyển đến phía Bắc Palau khi Đội đặc nhiệm 58.4 tung ra cuộc không kích xuống cả Palau và Yap. Máy bay từ tàu sân bay đã tấn công Woleai vào ngày 1 tháng 4 trước khi rút lui về Majuro. Chiếc tàu khu trục tiến vào vũng biển Majuro vào ngày 6 tháng 4 và được sửa chữa cho đến ngày 30 tháng 4, rồi hoạt động tại chỗ và thực hành tại khu vực phụ cận Majuro trong tháng 5. Từ ngày 3 đến ngày 8 tháng 6, nó cùng tàu tuần dương hạng nặng Indianapolis (CA-35) thực hiện chuyến đi vòng quanh từ Majuro đến Kwajalein và Eniwetok, rồi rời Eniwetok vào ngày 8 tháng 6 để gia nhập Lực lượng Đặc nhiệm 58.
Lực lượng Đặc nhiệm tàu sân bay nhanh, với Stanly trong thành phần hộ tống, đã mở màn Chiến dịch quần đảo Mariana và Palau bằng cuộc không kích vào ngày 11 tháng 6, tiến hành ném bom và bắn phá Guam, Rota, Tinian và Saipan. Phi công của Lực lượng Đặc nhiệm 58 bổ sung thêm đảo Pagan vào danh sách mục tiêu vào các ngày 12 và 13 tháng 6. Trong các ngày 15 và 16 tháng 6, chiếc tàu khu trục hộ tống cho Đội đặc nhiệm 58.4 khi máy bay của đơn vị này không kích Iwo Jima và Chi Chi Jima thuộc quần đảo Bonins. Đội đặc nhiệm gia nhập trở lại Lực lượng Đặc nhiệm 58 kịp thời vào ngày 18 tháng 6 để tham gia Trận chiến biển Philippine, nơi Hải quân Hoa Kỳ đã vô hiệu hóa phần lớn không lực trên tàu sân bay của Hải quân Đế quốc Nhật Bản. Sang ngày 20 tháng 6, chiếc tàu khu trục tham gia bắn phá Guam và Rota, và hai ngày sau đã chuyển sang phòng ngự và hỗ trợ cho hoạt động của lực lượng trên bờ tại Saipan. Nó tiếp tục tuần tra và thỉnh thoảng bắn phá xuống chung quanh Saipan cho đến ngày 3 tháng 7, khi nó rút lui cùng Đội đặc nhiệm 58.4 về Eniwetok. Con tàu quay trở lại khu vực quần đảo Mariana vào ngày 18 tháng 7, tiếp tục hộ tống các tàu sân bay cho đến ngày 31 tháng 7, khi nó được lệnh quay trở về Hoa Kỳ.
Ghé qua Eniwetok từ ngày 1 đến ngày 3 tháng 8, và qua đêm tại Trân Châu Cảng vào ngày 10-11 tháng 8, Stanly về đến xưởng tàu của hãng Bethlehem Steel Co. tại San Francisco vào ngày 17 tháng 8, được sửa chữa trong tháng 9 và chạy thử máy vào đầu tháng 10. Con tàu quay trở lại Trân Châu Cảng vào ngày 18 tháng 10 để chuẩn bị quay trở lại khu vực Tây Thái Bình Dương; nó lên đường vào ngày 10 tháng 11 và đi vào vũng biển Ulithi 11 ngày sau đó. Nó ở lại Ulithi cho đến hết tháng 11 và đầu tháng 12, rồi lên đường hộ tống cho chiếc tàu chở hàng Boulder Victory (AK-227) và SS Elmira Victory đi Kossol Passage thuộc quần đảo Palau vào ngày 8 tháng 12. Sau khi được tiếp nhiên liệu, nó tiếp tục hướng đi Philippines, và đi đến vịnh Leyte vào ngày 11 tháng 12. Nó hoạt động ngoài khơi vịnh San Pedro cho đến hết năm 1944.

### 1945
Stanly đã cùng các tàu khu trục Charles Ausburne (DD-570), Foote (DD-511), Converse (DD-509) và Sterett (DD-407) khởi hành từ vịnh San Pedro vào ngày 4 tháng 1 năm 1945, hộ tống cho lực lượng đổ bộ lên các khu vực San Fabian và Lingayen về phía Bắc Luzon. Cho đến ngày 27 tháng 1, nó tuần tra tại khu vực vận chuyển và đảm trách nhiệm vụ cột mốc radar canh phòng cho lực lượng tấn công, vào giai đoạn mà phía Nhật Bản tung ra những đợt không kích cảm tử Kamikaze đầu tiên trong chiến tranh. Nó quay trở lại Leyte vào ngày 31 tháng 1, rồi đi đến Ulithi bốn ngày sau đó, trước khi lên đường vào ngày 8 tháng 2 để đi Saipan, đến nơi vào ngày 10 tháng 2. Con tàu tuần tra tại Saipan trong sáu ngày, rồi có mặt ngoài khơi Iwo Jima từ ngày 16 tháng 2 đến ngày 13 tháng 3. Nó quay trở về Saipan vào ngày 15 tháng 3 để tiếp liệu, rồi lên đường vào ngày 17 tháng 3, đi đến Ulithi vào ngày hôm sau và ở lại đây để sửa chữa cho đến ngày 27 tháng 3. Sau khi hoàn tất, nó lên đường đi Okinawa, đến nơi vào cuối ngày 31 tháng 3.
Trong nữa đầu tháng 4, Stanly di chuyển giữa trạm này đến trạm khác chung quanh Okinawa trong vai trò cột mốc radar canh phòng. Vào ngày 12 tháng 4, khi các cuộc tấn công tự sát của đối phương lên đến đỉnh cao, nó đang trực chiến phía Bắc hòn đảo. Tàu khu trục Cassin Young (DD-793) đã bị Kamikaze đâm trúng đang khi làm nhiệm vụ canh phòng, và Stanly đã di chuyển nhanh đến trạm gác của nó. Máy bay đối phương bắt đầu vây quanh con tàu, buộc nó phải cơ động quyết liệt để né tránh; đồng thời đội dẫn đường máy bay chiến đấu của Stanly cũng thay phiên cho nhóm của Cassin Young để hướng dẫn tuần tra chiến đấu trên không. Dưới sự hướng dẫn của nó, máy bay tiêm kích làm nhiệm vụ đã đánh đuổi các kẻ tấn công, bắn rơi liên tiếp sáu máy bay ném bom bổ nhào hải quân Aichi D3A "Val".
Máy bay tiêm kích Hoa Kỳ và Kamikaze đối phương quần thảo lộn xộn ngay trên đầu Stanly. Bất ngờ xuất hiện từ đám đông một chiếc Yokosuka MXY7 Ohka, một kiểu bom bay chạy bằng rocket có người điều khiển lao đến với tốc độ trên 500 kn (930 km/h). Với gia tốc cực nhanh như vậy, mọi biện pháp phản công đều vô dụng, và con tàu chịu đựng cú va chạm của chiếc Kamikaze ở phía mũi bên mạn phải cách 5 ft (1,5 m) bên trên mực nước. May mắn là đầu đạn nổ đã không kích nổ khi xuyên qua con tàu sang mạn trái, trước khi nổ dưới nước cạnh con tàu. Chỉ vài phút sau, một chiếc Ohka thứ hai lại vút qua con tàu suýt đâm trúng cột ăn-ten rồi vỡ rung trên mặt nước.
Không lâu sau cú tấn công của chiếc Ohka thứ hai, Stanly được lệnh tiếp cận các tàu vận tải tại Hagushi. Trên đường đi, nó chịu đựng thêm một cú tấn công suýt trúng thứ ba, khi một chiếc Mitsubishi A6M Zero "Zeke" cố gắng ném bom và đâm bổ vào chiếc tàu khu trục. Nó tiếp tục may mắn khi quả bom rơi quá sớm còn chiếc máy bay đâm quá xa về phía trước. Điều kỳ diệu là tổn thất của con tàu suốt ngày hôm đó chỉ có ba thủy thủ bị thương. Con tàu đi đến nơi neo đậu tại Kerama Retto đêm hôm đó, và được sửa chữa. Sau mười ngày ở tại Kerama Retto, nó quay trở lại Okinawa cho một giai đoạn đảm nhiệm vai trò cột mốc radar canh phòng, rồi lên đường cùng một đoàn tàu vận tải hướng sang Ulithi vào ngày 5 tháng 5, đến nơi bốn ngày sau đó. Nó tiếp tục được sửa chữa, và rời vũng biển vào ngày 28 tháng 5 để thực hành tác xạ. Đang khi thực hành, khẩu pháo số 5 của nó bị vỡ nòng khiến hai pháo thủ thiệt mạng. Điều khôi hài là những tổn thất nhân mạng duy nhất của con tàu trong chiến tranh lại xảy ra khi huấn luyện.
Stanly đi đến cảng Apra, Guam vào ngày 3 tháng 6 để sửa chữa những hư hại của tháp pháo, ở lại đây trên hai tháng rưỡi để tiếp tục được đại tu và cải biến, và vẫn ở lại đây khi Nhật Bản đầu hàng vào ngày 15 tháng 8, kết thúc cuộc xung đột. Nó lên đường vào ngày 20 tháng 8, ghé qua Eniwetok và Trân Châu Cảng trên đường đi, và về đến Xưởng hải quân Mare Island vào ngày 30 tháng 8. Đang khi được đại tu, con tàu được đưa về Hạm đội Dự bị Thái Bình Dương vào ngày 22 tháng 9.
Sau khi hoàn tất đại tu, Stanly đi dọc bờ biển California để đến San Diego, gia nhập hạm đội dự bị tại đây. Nó được cho xuất biên chế vào tháng 10 năm 1946, rồi được chuyển đến Long Beach, California vào tháng 1 năm 1947. Nó tiếp tục ở trong lực lượng dự bị cho đến ngày 1 tháng 12 năm 1970, khi tên nó được cho rút khỏi danh sách Đăng bạ Hải quân, và lườn tàu được bán cho hãng Chou's Iron & Steel Co., Ltd.vào tháng 2 năm 1972 để tháo dỡ.

## Phần thưởng
Stanly được tặng thưởng chín Ngôi sao Chiến trận do thành tích phục vụ trong Thế Chiến II. Hải đội Khu trục 23 của nó cũng được tặng thưởng danh hiệu Đơn vị Tuyên dương Tổng thống trong Chiến dịch Quần đảo Solomon từ ngày 1 tháng 11 năm 1943 đến ngày 23 tháng 2 năm 1944.